# 利府しらかし台インターチェンジ
利府しらかし台インターチェンジ（りふしらかしだいインターチェンジ）は、宮城県宮城郡利府町にある仙台北部道路のインターチェンジである。

## 道路
- E6 仙台北部道路・39番

## 接続道路
- 宮城県道3号塩釜吉岡線

## 料金所
- ブース数：4

### 入口
- ブース数：2
  - ETC専用：1
  - 一般：1

### 出口
- ブース数：2
  - ETC専用：1
  - 一般：1

## 周辺
- 宮城県総合運動公園（グランディ21）
  - キューアンドエースタジアムみやぎ（高速道路上のカントリーサインの図柄にもこのスタジアムの全景が描かれている）
  - セキスイハイムスーパーアリーナ
- みやぎ生協めぐみ野サッカー場
- 宮城県利府高等学校
- 利府町立しらかし台中学校

## 隣
E6 仙台北部道路
(38) 利府JCT - (39) 利府しらかし台IC - (40) 富谷JCT